# ГЕС Кесвік
ГЕС Кесвік — гідроелектростанція у штаті Каліфорнія (Сполучені Штати Америки). Знаходячись після ГЕС Шаста, становить нижній ступінь каскаду на річці Сакраменто, яка дренує північну частину Центральної долини та завершується у затоці Сан-Франциско.
У межах проєкту річку перекрили бетонною гравітаційною греблею висотою 48 метрів, довжиною 319 метрів та товщиною від 6 (по гребеню) до 34 (по основі) метрів, яка потребувала 164 тис. м3 матеріалу та утримує водосховище з об'ємом 29,4 млн м3.
Інтегрований у греблю машинний зал обладнали трьома турбінами типу Френсіс потужністю по 39 МВт, які використовують напір у 24 метри та забезпечують виробництво 383 млн кВт·год електроенергії на рік.